# PONPONPON
「PONPONPON」是日本流行歌手Kyary Pamyu Pamyu的首張數位單曲，也是她的出道作品。2011年7月20日由日本華納音樂以電子軟體分發。單曲由電子音樂組合CAPSULE的中田康貴製作。

## 收錄曲
| 數位下載 | 數位下載  | 數位下載 |
| 曲序     | 曲目      | 时长     |
| -------- | --------- | -------- |
| 1.       | PONPONPON | 4:14     |

## 成績
| 成績（2011年）                             | 最高 順位 |
| ------------------------------------------ | --------- |
| Billboard Japan Hot 100                    | 9         |
| Billboard Japan Hot Top Airplay            | 6         |
| Billboard Japan Adult Contemporary Airplay | 68        |

## 發售日一覧
| 地域 | 發售日        | 規格              |
| ---- | ------------- | ----------------- |
| 日本 | 2011年7月20日 | 針對手機終端傳送  |
| 日本 | 2011年8月17日 | CD - 《你好原宿》 |

## 出典
1. 1 2 3  . 東京都. Warner Music Japan. 2011-07-01  [2012-10-11]. （原始内容存档于2014-02-22） （日语）.
2. ↑  . HOLIK. ANAP. 2011-09-05  [2012-10-11]. （原始内容存档于2014-05-07） （日语）.
3. ↑  . Billboard. 阪神コンテンツリンク. 2011-08-29  [2011-08-25]. （原始内容存档于2011-05-04） （日语）.
4. ↑  . Billboard. 阪神コンテンツリンク. 2011-08-29  [2011-08-25]. （原始内容存档于2010-11-10） （日语）.

## 外部連結
在YouTube上有三个版本的PONPONPON：
1. YouTube上的官方音樂影片 - 上传于2011年7月18日。
2. YouTube上的官方音樂影片 - 上传于2011年7月16日。
3. YouTube上的官方音樂影片(30秒) - 短版。

- YouTube上的Fine Brothers Entertainment頻道
  - YouTube上的孩子反应PONPONPON
  - YouTube上的奖金 - 孩子反应PONPONPON